# Heimo Liebl
Heimo Liebl (* 23. April 1937 in Ingolstadt) ist ein deutscher Pfarrer und Kirchenfunktionär.
Liebl legte 1956 das Abitur an der Oberrealschule in Weilheim in Oberbayern ab, studierte Theologie an der Kirchlichen Hochschule Neuendettelsau und der Universität Heidelberg sowie in Tübingen und Erlangen und legte die beiden theologischen Prüfungen ab. Von 1961 bis 1964 war er Stadtvikar in St. Michaelis im Oberfränkischen Hof, 1965 wurde er Pfarrer. Von 1971 an leitete er die Stadtmission Nürnberg und arbeitete in der Blindenseelsorge. 1983 wechselte er als Pfarrer zur Evangeliumskirche in München im Stadtteil Hasenbergl und war zudem Prodekan von München-Nord, von 1986 bis 1993 übte er seinen Beruf als Pfarrer an der St. Markuskirche in München aus, blieb auch dort der Arbeit mit blinden Menschen sehr verbunden und war dazu Dekan von München. 1990 wurde er ehrenamtlicher Präsident des Diakonischen Werks der Evangelischen Kirche in Bayern, dieses Amt wurde 1993 in ein Hauptamt umgewandelt. Vom 1. August 1995 bis zur Auflösung Ende 1999 gehörte er dem Bayerischen Senat an. Seit 2001 lebt er mit seiner Frau als Rentner im Oberbayerischen Weilheim und ist gelegentlich als Urlaubspfarrer tätig.